# Lac Walker (Nevada)
Pour les articles homonymes, voir Walker.
Cet article concerne lac du Nevada. Pour lac du Québec, voir Lac Walker.
Le lac Walker (en anglais, Walker Lake) est un lac naturel de 272 km2 situé dans la région du Grand Bassin, dans l'État du Nevada aux États-Unis. Il se trouve dans le comté de Mineral, à 120 km au sud-est de la ville de Reno, le long du versant oriental de la Wassuk Range.
Il forme le reste d'un lac préhistorique plus grand, le Lake Lahontan qui couvrait une bonne partie de la région pendant l'ère glaciaire. Il s'est asséché plusieurs fois depuis la fin du Pléistocène.